# قرية هارفرسترو (نيويورك)
قرية هارفرسترو (بالإنجليزية: Haverstraw (village), New York) هي منطقة سكنية تقع في الولايات المتحدة في مقاطعة روكلاند، نيويورك. يقدر عدد سكانها بـ 11,910 نسمة ومساحتها 13.1 كم2 وترتفع عن سطح البحر 9 متر.